# Salts als Jocs Olímpics d'estiu de 1920 - Palanca de 10 metres masculina
El salt de palanca de 10 metres masculí fou una de les cinc proves de salts que es disputà dins el programa dels Jocs Olímpics d'Anvers del 1920. La prova es va disputar entre el 28 i el 29 d'agost de 1920. Hi van prendre part 14 o 15 saltadors procedents de 6 o 7 nacions diferents.
Les fonts varien sobre si va prendre part en la comptició Adolfo Wellisch i, per tant, si van competir 14 o 15 saltadors de 6 o 7 països. L'informe oficial no l'anomena, però tant Wael com sports-reference l'inclouen, i aquest darrer fins i tot li atorga puntuació.

## Medallistes
| Or                      | Plata             | Bronze              |
| Clarence Pinkston (USA) | Erik Adlerz (SWE) | Harry Prieste (USA) |

## Resultats

### Primera romda
Diumenge 28 d'agost de 1920. Els tres saltadors que aconsegueixen una puntuació menor en cada grup passen a la final.
Grup 1
| Pos. | Saltador                | PO | PT     |
| ---- | ----------------------- | -- | ------ |
| 1    | Yngve Johnson (SWE)     | 7  | 445.80 |
| 2    | Clarence Pinkston (USA) | 10 | 443.00 |
| 3    | Louis Balbach (USA)     | 17 | 409.15 |
| 4    | Gunnar Ekstrand (SWE)   | 20 | 402.80 |
| 5    | Paul Køhler (DEN)       | 23 | 387.40 |
| 6    | Richard Flint (CAN)     | 28 | 351.35 |

Grup 2
| Pos. | Saltador               | PO | PT     |
| ---- | ---------------------- | -- | ------ |
| 1    | Erik Adlerz (SWE)      | 9  | 468.50 |
| 2    | Gustaf Blomgren (SWE)  | 11 | 468.10 |
| 3    | Harry Prieste (USA)    | 17 | 441.80 |
| 4    | Lauri Kyöstilä (FIN)   | 21 | 441.80 |
| 5    | Svend Sørensen (DEN)   | 21 | 414.80 |
| 6    | Clyde Swendsen (USA)   | 26 | 414.80 |
| 7    | Kalle Kainuvaara (FIN) | 35 | 356.80 |
| 8    | Sigvard Andersen (NOR) | 40 | 264.70 |

### Final
Dilluns 29 d'agost de 1920
| Pos. | Saltador                | PO | PT     |
| ---- | ----------------------- | -- | ------ |
| 1    | Clarence Pinkston (USA) | 7  | 503.30 |
| 2    | Erik Adlerz (SWE)       | 10 | 495.40 |
| 3    | Harry Prieste (USA)     | 16 | 468.65 |
| 4    | Gustaf Blomgren (SWE)   | 23 | 453.80 |
| 5    | Yngve Johnson (SWE)     | 27 | 424.00 |
| 6    | Louis Balbach (USA)     | 28 | 424.00 |
| 7    | Adolfo Wellisch (BRA)   | 29 | 423.80 |